# Landensberg
Landensberg er en kommune i Landkreis Günzburg i Regierungsbezirk Schwaben i den tyske delstat Bayern. Den er en del af Verwaltungsgemeinschaft Haldenwang.

## Geografi
Landensberg ligger i Region Donau-Iller.
I kommunen er der landsbyerne Glöttweng, Landensberg.